# Pilocepheus azoricus
Pilocepheus azoricus är en kvalsterart som beskrevs av Pérez-Íñigo 1992. Pilocepheus azoricus ingår i släktet Pilocepheus och familjen Cepheidae. Inga underarter finns listade i Catalogue of Life.